# Fulvio Balatti
Fulvio Balatti (Mandello del Lario, 3 de enero de 1938-Mandello del Lario, 27 de octubre de 2001) fue un deportista italiano que compitió en remo.
Participó en dos Juegos Olímpicos de Verano en los años 1960 y 1964, obteniendo una medalla de bronce en Roma 1960 en la prueba de cuatro con timonel. Ganó cuatro medallas en el Campeonato Europeo de Remo entre los años 1958 y 1964.

## Palmarés internacional
| Juegos Olímpicos   | Juegos Olímpicos         | Juegos Olímpicos  | Juegos Olímpicos   |
| Año                | Lugar                    | Medalla           | Prueba             |
| ------------------ | ------------------------ | ----------------- | ------------------ |
| 1960               | Roma (Italia)            | Medalla de bronce | Cuatro con timonel |
| Campeonato Europeo |                          |                   |                    |
| Año                | Lugar                    | Medalla           | Prueba             |
| 1958               | Poznań (Polonia)         | Medalla de oro    | Ocho con timonel   |
| 1961               | Praga (Checoslovaquia)   | Medalla de oro    | Ocho con timonel   |
| 1963               | Copenhague (Dinamarca)   | Medalla de plata  | Cuatro sin timonel |
| 1964               | Ámsterdam (Países Bajos) | Medalla de bronce | Cuatro sin timonel |